# Championnat de Bulgarie de football 2001-2002
Navigation
Saison précédente Saison suivante
La saison 2001-2002 du Championnat de Bulgarie de football était la 78e édition du championnat de première division en Bulgarie. Les 14 meilleurs clubs du pays se retrouvent au sein d'une poule unique, la Vissha Professionnal Football League, où ils s'affrontent deux fois, à domicile et à l'extérieur. À l'issue du championnat, les six premiers disputent une poule pour le titre tandis que les huit autres disputent une poule de relégation qui voient les trois derniers être directement relégués en D2 et remplacés par les trois meilleurs clubs de deuxième division.
C'est le PFK Levski Sofia, double champion en titre, qui remporte la compétition en terminant du championnat. C'est le 23e titre de champion de Bulgarie de l'histoire du club.

## Les 14 clubs participants
| - PFK Levski Sofia - FK CSKA Sofia - Lokomotiv Plovdiv - Litex Lovech - Naftex Burgas - PFC Slavia Sofia - PFC Spartak Pleven | - Lokomotiv Sofia - Belassitza Petritch - Cherno More Varna - Chernomorets Burgas - Beroe Stara Zagora - FK Spartak Varna - Promu de D2 - Marek Dupnitsa - Promu de D2 |

## Compétition
Le barème utilisé pour établir tous les classements est le suivant :
- Victoire : 3 points
- Match nul : 1 point
- Défaite : 0 point

### Première phase
| Rang | Équipe              | Pts | J  | G  | N  | P  | Bp | Bc | Diff |
| ---- | ------------------- | --- | -- | -- | -- | -- | -- | -- | ---- |
| 1    | PFK Levski Sofia    | 65  | 26 | 20 | 5  | 1  | 58 | 21 | +37  |
| 2    | Litex Lovech        | 55  | 26 | 16 | 7  | 3  | 50 | 27 | +23  |
| 3    | Lokomotiv Plovdiv   | 53  | 26 | 16 | 5  | 5  | 42 | 23 | +19  |
| 4    | FK CSKA Sofia       | 52  | 26 | 15 | 7  | 4  | 48 | 17 | +31  |
| 5    | Naftex Burgas       | 42  | 26 | 12 | 6  | 8  | 35 | 25 | +10  |
| 6    | PFC Slavia Sofia    | 37  | 26 | 10 | 7  | 9  | 30 | 32 | -2   |
| 7    | PFC Spartak Pleven  | 33  | 26 | 10 | 3  | 13 | 40 | 44 | -4   |
| 8    | Lokomotiv Sofia     | 29  | 26 | 7  | 8  | 11 | 33 | 32 | +1   |
| 9    | FK Spartak Varna    | 26  | 26 | 5  | 11 | 10 | 29 | 39 | -10  |
| 10   | Chernomorets Burgas | 26  | 26 | 7  | 5  | 14 | 24 | 54 | -30  |
| 11   | Marek Dupnitsa      | 24  | 26 | 6  | 6  | 14 | 22 | 42 | -20  |
| 12   | Cherno More Varna   | 24  | 26 | 6  | 6  | 14 | 28 | 36 | -8   |
| 13   | Belassitza Petritch | 23  | 26 | 6  | 5  | 15 | 21 | 35 | -14  |
| 14   | Beroe Stara Zagora  | 14  | 26 | 3  | 5  | 18 | 13 | 46 | -33  |

|  | Qualification pour la Ligue des clubs champions 2002-2003                                |
|  | Qualification pour la Coupe UEFA 2002-2003                                               |
|  | Qualification pour la Coupe Intertoto 2002                                               |
|  | Participation à la poule de relégation                                                   |
|  | Relégation en 2e division                                                                |
|  | T : Tenant du titre C : Vainqueur de la Coupe de Bulgarie P : Promu de deuxième division |

### Poule pour le titre
| Rang | Équipe             | Pts | J  | G  | N | P  | Bp | Bc | Diff |
| ---- | ------------------ | --- | -- | -- | - | -- | -- | -- | ---- |
| 1    | PFK Levski Sofia T | 56  | 36 | 27 | 7 | 2  | 77 | 27 | +50  |
| 2    | Litex Lovech       | 50  | 36 | 23 | 8 | 5  | 66 | 34 | +32  |
| 3    | FK CSKA Sofia C    | 38  | 36 | 19 | 7 | 10 | 60 | 29 | +31  |
| 4    | Lokomotiv Plovdiv  | 34  | 36 | 18 | 6 | 12 | 48 | 41 | +7   |
| 5    | PFC Slavia Sofia   | 32  | 36 | 14 | 8 | 14 | 42 | 48 | -6   |
| 6    | Naftex Burgas      | 30  | 36 | 14 | 9 | 13 | 44 | 40 | +4   |

|  | Qualification pour la Ligue des clubs champions 2002-2003                                |
|  | Qualification pour la Coupe UEFA 2002-2003                                               |
|  | T : Tenant du titre C : Vainqueur de la Coupe de Bulgarie P : Promu de deuxième division |

### Poule de relégation
| Rang | Équipe              | Pts | J  | G  | N  | P  | Bp | Bc | Diff |
| ---- | ------------------- | --- | -- | -- | -- | -- | -- | -- | ---- |
| 7    | Marek Dupnitsa P    | 38  | 40 | 14 | 8  | 18 | 46 | 57 | -11  |
| 8    | Lokomotiv Sofia     | 37  | 40 | 14 | 9  | 17 | 49 | 48 | +1   |
| 9    | FK Spartak Varna P  | 36  | 40 | 12 | 13 | 15 | 50 | 51 | -1   |
| 10   | Chernomorets Burgas | 35  | 40 | 13 | 9  | 18 | 41 | 69 | -28  |
| 11   | Cherno More Varna   | 35  | 40 | 12 | 11 | 17 | 47 | 51 | -4   |
| 12   | PFC Spartak Pleven  | 33  | 40 | 15 | 4  | 21 | 58 | 66 | -8   |
| 13   | Belassitza Petritch | 32  | 40 | 12 | 7  | 21 | 34 | 50 | -16  |
| 14   | Beroe Stara Zagora  | 13  | 40 | 4  | 8  | 28 | 19 | 70 | -51  |

|  | Qualification pour la Coupe Intertoto 2002                                               |
|  | Relégation en 2e division                                                                |
|  | T : Tenant du titre C : Vainqueur de la Coupe de Bulgarie P : Promu de deuxième division |

## Bilan de la saison
| Championnat de Bulgarie de football 2001-2002                   |                              |
| Champion                                                        | PFK Levski Sofia (23e titre) |
| Coupes et trophées                                              |                              |
| Vainqueur de la Coupe de Bulgarie 2001-2002                     | FK CSKA Sofia                |
| Qualifications continentales                                    |                              |
| Ligue des clubs champions 2002-2003 (1er tour de qualification) | PFK Levski Sofia             |
| Coupe UEFA 2002-2003                                            | Litex Lovech                 |
| Coupe UEFA 2002-2003                                            | FK CSKA Sofia                |
| Coupe Intertoto 2002                                            | Marek Dupnitsa               |
| Promotions et relégations                                       |                              |
| Promus en Vissha PFL                                            | Rilski Sportist Samokov      |
| Promus en Vissha PFL                                            | Botev Plovdiv                |
| Promus en Vissha PFL                                            | PFC Dobrudzha Dobrich        |
| Relégués en B PFL                                               | PFK Spartak Pleven           |
| Relégués en B PFL                                               | Belassitza Petritch          |
| Relégués en B PFL                                               | Beroe Stara Zagora           |